# Трагедія на судні «Bluebelle»
Bluebelle — двощогловий кеч, був затоплений після акту масового вбивства капітаном судна Джуліаном Гарві 12 листопада 1961 року.
17 листопада Гарві закінчив життя самогубством через кілька годин після того, як отримав звістку про те, що 11-річна Террі Джо Дюперро вижила після затоплення. Її врятували в морі через три з половиною дні після інциденту, вона дрейфувала на невеликій пробковій шлюпці без їжі та води приблизно 82 години.
Виживання Террі Джо призвело до того, що вона стала відомою в міжнародних ЗМІ як "Морська бродяга" та «Морська сирота».

## Передісторія
Останнім складом «Bluebelle» стали 40-річний Артур Дюперро, його дружина Жан (38) і троє їхніх дітей: Браян (14), Террі Джо (11) та Рене (7). Дюперро був успішним оптометристом контактних лінз. Родина проживала в Грин-Бей, Вісконсин і Артур Дюперро давно мріяв взяти свою дружину та дітей у тижневий сімейний круїз від Флорида-Кіс до Багамських Островів, де він плавав під час своєї служби у Другій світовій війні. Кілька років Дюперро відкладали гроші на цю дорогу поїздку.
До літа 1961 року сім'я Дюперро накопичила достатньо грошей, щоб профінансувати цей круїз. Вони планували провести тиждень у морі на борту зафрахтованої яхти в теплому кліматі, причаливши в декількох вибраних місцях і, можливо, продовжити відпустку, якщо всім сподобається.
Сім’я прибула до Форт-Лодердейла на початку листопада, де вони зафрахтували кеч «Bluebelle», який стояв у пристані Байя-Мар, за 515 доларів. Дюперро найняв відомого місцевого яхтсмена, 44-річного Джуліана Гарві (з яким він був знайомий), за 100 доларів США на день. Шоста дружина Гарві, 34-річна колишня стюардеса та починаюча письменниця Мері Дене Гарві (уроджена Джордан), також була призначена кухарем на кечі.

### Останнє плавання
Сім'я Дюперро піднялася на борт "Bluebelle" близько полудня в середу, 8 листопада 1961 року. Судно востаннє бачили, коли воно виходило з порту цього ж дня.
Протягом наступних чотирьох днів сім’я подорожувала до Біміні та островів Абако (острови), де вони купували сувеніри та займалися снорклінгом. 12 листопада в останньому пункті зупинки перед поверненням до Флориди Дюперро та капітан Харві відвідали офіс британського окружного комісара Родеріка Піндера, якому Артур сказав: «Це була відпустка, яка буває раз у житті» і додав: «Ми повернемося до Різдва». Того вечора всі на борту "Bluebelle" їли курча та салат. Невдовзі після цього 11-річна Террі Джо пішла під палубу до своєї спальної каюти, а її родина та Гарві залишилися на палубі.

## Порятунок
Приблизно о 12:35 у понеділок, 13 листопада, член екіпажу на борту нафтового танкера «Gulf Lion» помітив чоловіка, який несамовито махав із шлюпки, що дрейфувала в їхньому напрямку, і кричав: «Допоможіть! У мене на борту мертва дитина!» Підтягнувши чоловіка на борт, члени екіпажу побачили всередині шлюпки тіло рудоволосої дівчинки-підлітка, одягнену у рятувальний жилет.
Чоловік назвався Джуліаном Гарві, капітаном кеча "Bluebelle". Гарві пояснив, що приблизно о 8:30 попереднього вечора, його невелике судно було вражене раптовим, сильним шквалом, який змусив «Bluebelle» швидко нахилитися, а грот-щогла тріснула біля островів Абако, спричинивши поранення його дружини та Дюперро та пробиття корпуса судна. За словами Гарві, він був повністю відокремлений від усіх інших на борту кеча цією щоглою, що впала. Він намагався дістати з каюти різак для дроту, щоб звільнити палубу, але раптово спалахнула пожежа на борту судна, і він не зміг врятувати свою дружину чи когось із своїх пасажирів.
Гарві був змушений залишити кетч один на човні, тіло семирічної Рене невдовзі пропливло повз, і він став її тіло зводи та спробував оживити дитину. Оскільки ця спроба не була успішною, він з поваги тримав її тіло поруч із собою на плоту. (Пізніше розтин тіла показав, що дитина померла від утоплення).

### Допит Гарві
Гарві допровадили до Нассаута допитали. Незважаючи на його спокійну поведінку та той факт, що шлюпка була наповнена різними засобами для виживання, були висловлені серйозні сумніви щодо його заяв, проте його історію неможливо було спростувати, йому дозволили повернутися до Маямі 15 листопада, де його піддали подальшим допитам у Береговій охороні США.

## Другий порятунок
Через три дні, 16 листопада, грецьке вантажне судно «Captain Theo» врятувало дитину в північно-західному каналі Провіденс. Другий помічник капітана Ніколаос Спачідакіс побачив дівчинку на борту коркової шлюпки приблизно в одній милі від вантажного судна. Спачідакіс негайно викликав капітана Стіліаноса Куцодонтіса на місток, і обидва поступово зрозуміли, що Спачідакіс побачив не рибальське судно, а маленький, довгастий білий пліт, на якому була маленька білява дитина, одягнена в білу бавовняну блузку та рожеві вельветові штани, що нахилилася назад та слабко махала рукою. Капітан наказав зупинити двигуни вантажного судна та спустити рятувальний пліт. Помітивши акул, що кружляли поблизу коркової шлюпки, члени екіпажу кричали дитині, щоб вона не стрибала у воду, а один із членів екіпажу, Евангелос Канцілас, підняв дитину на борт рятувального плоту. Потім її підняли на борт «Captain Theo» і помістили у запасну каюту.
На борту вантажного судна екіпаж побачив, що дитина дуже слабка і ледь може говорити. Їй напоїли водою та апельсиновим соком, повитирали сіль з її шкіри мокрими рушниками та нанесли вазелін на пересушені губи. Вона хрипло назвала себе 11-річною Террі Джо Дюперро; повідомила екіпаж, що вона плавала на борту коркової шлюпки протягом кількох днів після затоплення її судна. Її здатність говорити швидко впала, і незабаром дитина відповідала на запитання слабкою жестикуляцією, перш ніж впасти в напівкоматозний стан.

### Одужання Террі Джо
Капітан «Captain Theo» негайно повідомив Берегову охорону Сполучених Штатів про порятунок та медичний стан дитини, і незабаром був викликаний рятувальний вертоліт. Террі Джо, яка постраждала від сильного сонячного опіку, зневоднення та переохолодження, була доставлена вертольотом до лікарні у критичному стані.
Через три години після транспортування вертольотом до лікарні Маямі Террі Джо почала повільно одужувати, хоча понад два дні вона не могла розповісти поліції чи береговій охороні обставини свого порятунку та правду про те, що сталося насправді з нею та її родиною.

## Заява Террі Джо
До 20 листопада Террі Джо відновила достатньо сил, щоб розкрити слідчим правду про трагедію на «Bluebelle».
Пізно ввечері 12 листопада "Bluebelle" ропочала зворотну подорож до Форт-Лодердейла. Близько 9 години вечора Террі Джо зійшла в нижню каюту спати, залишивши своїх батьків, братів і сестер, Гарві та його дружину на палубі. Пізніше того ж вечора її розбудив крик брата, який кликав свого батька. На палубі вона побачила тіла свого брата та матері в головній каюті, неподалік від камбузу.
Пройшовши далі на палубу, Террі Джо побачила Гарві, який ніс відро. Він вдарив її, а потім штовхнув на палубу з криком: «Повертайся туди!» Перелякана дитина повернулася до своєї каюти та лише приблизно через 15 хвилин побачила, як масло та вода почали заливати підлогу її каюти. Згодом Гарві увійшов до її каюти з тим, що було схоже на гвинтівку в правій руці. Вони зустрілися поглядом, але Гарві не вистрілив у неї — просто повернувся на палубу. Тоді Террі Джо почула звуки стуку.
Невдовзі після цього Террі Джо повернулася на палубу і побачила Гарві на палубі та шлюпку судна, що плавала з лівого борту. Гарві запитав дитину: «Човен не закріпився?», на що вона відповіла, що не знає. Потім Гарві наказав їй тримати мотузку, прикріплену до шлюпки, поки він щось діставав. Поки Гарві повернувся до дитини, мотузка вислизнула з її пальців. Тоді Гарві пірнув за борт і поплив до шлюпки, покинувши Террі Джо на тонучому судні.
Знайшовши маленький довгастий корковий пліт, прив’язаний до палуби, Террі Джо відв’язла цей плотик, коли палуба човна почала тонути під океаном. Вона дрейфувала морем майже три з половиною дні без їжі та води. Її рятувальний пліт був таким малим, що Террі Джо довелося сидіти прямо протягом усього випробування, під час якого вона молилася про порятунок.
Террі Джо категорично стверджувала, що щогла «Bluebelle» була ціла, що на борту судна не було пожежі, і що море було спокійним протягом усіх подій до затоплення. Невдовзі після цього їй повідомили, що Гарві був знайдений живим на рятувальному плоту разом із мертвим тілом її сестри, і що тіла її батьків, брата та дружини Гарві були втоплені в морі.

## Допит від 16 листопада
16 листопада Гарві повторив свою історію слідчим Берегової охорони США про те, що раптовий шквал повалив щогли "Bluebelle", пробив корпус корабля, розірвав допоміжний бензобак та спричинив пожежу, склалися обставини, за яких він не міг врятувати свою дружину чи будь-кого з членів родини Дюперро. Гарві також стверджував, що він знайшов тіло Рене у воді та що він безуспішно намагався оживити дитину.

### Самогубство Гарві
17 листопада, посеред запланованого допиту Гарві, йому повідомили, що Террі Джо врятували напередодні та що її стан покращується. Він вигукнув: «О Боже мій!», а потім швидко і спокійно додав: «Хіба це не чудово?» Потім лейтенант Ернест Мердок повідомив Гарві, що офіційне розслідування катастрофи «Bluebelle» та загибелі його пасажирів має бути розпочато цього дня. Незабаром після цього Гарві попросив звільнити його від подальшого допиту, заявивши, що втомився і хоче поговорити з родиною своєї дружини. Його прохання було задоволено.
Гарві проїхав невелику відстань у бік бульвару Біскейн, де заселився в мотель Sandman під псевдонімом Джон Монро, заплативши готівкою за номер. Потім він написав двосторінкову передсмертну записку перед тим, як вчинити самогубство, порізавши собі стегно, щиколотки та яремну вену лезом бритви у ванній мотелю. Його тіло було знайдене покоївкою приблизно через дві години. Передсмертну записку, адресовану близькому другу з часів його служби в армії, лежала на комоді в кімнаті поруч з його тілом. Ця записка не залишала жодних пояснень чи вибачень за його дії, а просто закінчувалася словами: «Я надто втомився і нервував. Я не міг більше цього терпіти».". У записці також містилося прохання до одержувача подбати про його чотирнадцятирічного сина Ленса , і прохання, щоб він був похований у морі.

## Висновки розслідування
Розділ офіційного звіту Берегової охорони США про загибель «Bluebelle». 25 квітня 1962 року.
Враховуючи явні докази злочину єдиного живого свідка катастрофи «Bluebelle» і подальшого самогубства Гарві, було розпочато розслідування недавньої біографії Гарві. Це розслідування показало, що Гарві, ветеран Другої світової війни та пілот Корейської війни, мав труднощі з тим, щоб втриматися на роботі довший час, мав серйозні фінансові проблеми, та нещодавно уклав страховий поліс на життя своєї дружини лише через два місяці після їхнього одруження в липні 1961 року. Більше того, всього за місяць до того, як сім’я Дюперро зафрахтувала «Bluebelle», власник судна, бізнесмен Гарольд Пегг, найняв Гарві возити туристів у морські круїзи за 300 доларів на місяць і безкоштовне проживання на борту кеча. Ця угода, можливо, сформулювала план Гарві вбити свою дружину в морі, а потім стверджувати, що вона зникла, а туристи він розглядав як свідків злочину. Першими клієнтами Гарві була родина Дюперро.
Висновок розслідування полягав у тому, що Гарві планував убити свою дружину, щоб отримати страховий поліс у розмірі 20 000 доларів США, який принесе подвійну страхову суму, якщо вона загине випадково. Артур Дюперро міг побачити Гарві під час вбивства його дружини або утилізації її тіла. Тому Гарві вбив Дюперро, його дружину та двох їхніх дітей, які також могли бути свідками вбивства. Крім того, він, ймовірно, дістав тіло Рене з океану, щоб додати достовірності своїй історії.
На завершення розслідування дійшло висновку, що якби Гарві не покінчив життя самогубством, він був би притягнутий до відповідальності за вбивство всіх тих, хто загинув на борту «Bluebelle», і спробу вбивства Террі Джо.

### Попереднє страхове шахрайство
Досліджуючи історію Гарві, слідчі з’ясували, що він у 1949 році пережив автомобільну аварію, в якій загинула друга з п’яти його попередніх дружин і її мати, коли Plymouth De Luxe випуску 1946, яким керував Гарві, злетів з мосту дощової ночі. Гарві виплив у безпечне місце, залишивши свою дружину Джоан та її матір Міртл Мей Берджесс Бойлан без допомоги, і вони потонули. Один із його йолів, «Torbatross», також раніше затонув після того, як наткнувся на уламки військового корабля «San Marcos», який затонув у 1911 році на мілководді в Чесапікській затоці. Члени екіпажу на борту неодноразово попереджали Гарві, щоб він тримав йол подалі від уламків, але він неодноразово обводив своє судно навколо забороненого місця, стверджуючи пасажирам круїзу, що намагається прочитати напис на буї, який позначає це місце. У 1958 році його моторний човен «Valiant» також затонув за підозрілих обставин біля узбережжя Куби. Усі ці трагедії призвели до великих страхових виплат, з яких він отримав фінансову вигоду.

## Життя після катастрофи
Після втрати родини Террі Джо повернулася до Грін-Бей, щоб жити з сестрою свого батька, бабусею та трьома двоюрідними братами та сестрами в місті Ді-Пер. Наступного року вона змінила своє ім’я на Тере — частково через небажання, щоб її сприймали як жертву. Через тогочасні психологічні методи на початку 1960-х років психологи дуже рідко розмовляли з Террі Джо про важкі випробування, і вона не отримувала жодних консультацій. Тому вона більше двадцяти років не розповідала публічно про втрату своєї сім’ї та важкі випробування.
згодом Тере Джо вийшла заміж і народила трьох дітей. Ставши дорослою, вона вирішила жити й працювати поблизу океану. Зараз вона на пенсії та проживає у Ківоні.
У 2010 році Тере Джо Дюперро Фассбендер випустила свої мемуари «Одна: сирота в океані». У цій книзі, написаній у співавторстві з психологом та експертом із питань виживання Річардом Логаном, розповідається про останній круїз сім’ї, вбивство Гарві її сім’ї та його дружини, три з половиною дні, які вона провела, дрейфуючи на корковій шлюпці до її порятунку та про життя у наступні роки.
Деякі особи, зокрема письменник Ерл Стенлі Гарднер, припускали, чому Гарві не вбив Террі Джо на «Bluebelle». Гарднер припустив, що Гарві, можливо, насправді підсвідомо хотів бути спійманим і покараним за свої дії. Однак Логан та інші припустили, що Гарві насправді мав намір убити її, але коли Террі Джо випадково впустила трос, приєднаний до шлюпки, він залишив її живою на тонучому кораблі, вважаючи, що вона не виживе.
Через сорок дев’ять років після трагедії Тере Джо дала телевізійне інтерв’ю ведучому ранкового телешоу Метту Лауеру, у якому заявила: «Я припускаю, що він думав, що я потону разом з кораблем». Вона також висловила переконання, що Гарві спочатку мав намір непомітно вбити свою дружину та позбутися її тіла, стверджуючи, що вона загубилася в морі, але, ймовірно, вона боролася зі своїм чоловіком, привернувши увагу сім'ї Дюперро. Тере Джо також заявила, що не хоче, щоб люди розмірковували про її випробування та говорили: «Ой, ця бідна дівчинка», а радше думали: «Вона вижила і продовжила своє життя». Тере Джо також заявила, що «завжди вірила, що мене врятували недаремно... якщо одна людина зцілиться від життєвої трагедії [після прочитання моєї історії], моя подорож буде того варта».